# NGC 353
 NGC 353 là một thiên hà xoắn ốc trong chòm sao Kình Ngư. Nó được phát hiện vào ngày 10 tháng 11 năm 1885 bởi Lewis Swift. Nó được Dreyer mô tả là "cực kỳ mờ nhạt, khá nhỏ, tròn, phía đông nam của 2.", cái còn lại là NGC 351.